# Trespassers
Trespassers è il sesto album in studio del gruppo rock danese Kashmir, pubblicato nel 2010.

## Tracce
1. Mouthful of Wasps – 5:16
2. Intruder – 4:24
3. Mantaray – 4:10
4. Pallas Athena – 2:28
5. Still Boy – 5:12
6. Bewildered in the City – 6:29
7. Pursuit of Misery – 4:07
8. Time Has Deserted Us – 4:04
9. Danger Bear – 3:40
10. The Indian (That Dwells in This Chest) – 5:23
11. Track 11 – 7:01